# Schefflera tremula
Schefflera tremula är en araliaväxtart som först beskrevs av Carl Karl Wilhelm Leopold Krug och Ignatz Urban, och fick sitt nu gällande namn av Brother Alain. Schefflera tremula ingår i släktet Schefflera och familjen araliaväxter. Inga underarter finns listade.